# أرينا لوبلين
أرينا لوبلين (Arena Lublin) هو ملعب كرة قدم يقع في مدينة لوبلين في بولندا، يتسع لحوالي 15500 شخص.